# متحف ملتان
متحف ملتان (بالأردوية:   ملتان متحف )‏ هو متحف يقع في مدينة ملتان في البنجاب شرق باكستان.

## مجموعات
يحتوي متحف ملتان على مجموعة رائعة من العملات المعدنية والميداليات والطوابع البريدية لمملكة بهاولبور السابقة، والمخطوطات، والنقوش الموثقة، والمنحوتات الخشبية، ومخطوطات على جلود الجمال، والنماذج التاريخية والمنحوتات الحجرية في الفترات الإسلامية وما قبل الإسلامية.

## المبنى الجديد
مبنى جديد لمتحف ملتان في إطار إعادة الإعمار. حكومة المدينة وحكومة البنجاب  حولت مبنى «غانتاغار» إلى متحف ملتان.
وتقوم شركة (آيديافيست) بتصميم نموذج ثلاثي الأبعاد للمتحف الجديد.